# Gilbert Bezençon
Gilbert Bezençon, né le 27 juin 1953 à Morges, est un musicien, chef de chœur et enseignant suisse.

## Biographie
Gilbert Bezençon se destine dans un premier temps à l'enseignement. Il obtient son brevet d'enseignement primaire et de travaux manuels, puis achève une formation qui lui permet d'enseigner au niveau secondaire. Cependant, il prend aussi des cours de chant et suit une formation de musique au Conservatoire de Genève en solfège, harmonie, contrepoint ainsi qu'en orchestration avec le compositeur Jean Balissat. Cette formation aboutit à l'obtention d'un brevet de maître de musique. De plus, il se forme à la direction chorale auprès de Michel Corboz et à la direction d'orchestre avec Arpad Gerecz. Mais sa formation, déjà très variée, ne se termine pas là puisqu'il se perfectionne auprès d'Ernest Schelle pour la direction d'orchestre, d'André Ducret pour la pédagogie et de Pierre Cao pour la direction d'orchestre et de chœur. 
Ainsi, la carrière de Gilbert Bezençon s'articule autour de la direction d'ensembles, de la formation de chefs de chœurs, et de l'enseignement. À Morges, il a créé et dirigé pendant 10 ans le chœur mixte Alphega, formé d'une trentaine d'amateurs et voué principalement à la musique sacrée. Le chœur du gymnase de Morges a été créé par Gilbert Bezençon et placé sous sa direction jusqu'à sa retraite en tant que maître de musique dans ce gymnase lui permettant ainsi de transmettre sa passion de la musique et du chant aux jeunes étudiants. Dès 1995 et jusqu'en 2019, il prend la tête de la Société chorale de Neuchâtel, spécialisée en oratorio, et avec laquelle il dirige par exemple Othon de Grandson, poète des amoureux. Par ailleurs, la direction d'ateliers de musique chorale lui a souvent été confiée. Dans le cadre de la formation, Gilbert Bezençon occupa le poste de responsable de la formation des chefs de chœur au sein de l'Association vaudoise des directeurs de chant (AVDC). De plus, il a donné des cours de formation de chefs de chœurs dans le Jura suisse. Il signe quelques œuvres, notamment Contrastes - visages et mains (1987) pour chœur d'hommes et Laudate Dominum pour chœur d'hommes ou de dames. Le musicien vaudois rédige avec la ville de Morges, un fascicule sur la musicienne et bourgeoise d’honneur de la ville, Madame Lydia Opienska-Barblan.
Gilbert Bezençon a enseigné la musique au gymnase de Morges. Il s'investit dans plusieurs projets et évènements musicaux. En 2004, lors de l'interprétation par la société chorale et l'Ensemble Symphonique Neuchâtel du Te Deum, œuvre du compositeur neuchâtelois Paul Benner, il dirige les musiciens. Actuellement, il dirige le groupe vocal les gais compagnons du guillon et assure des remplacements dans des chorales vaudoises.